# Belmont (Carolina do Norte)
Belmont é uma cidade localizada no estado norte-americano de Carolina do Norte, no Condado de Gaston.

## Demografia
Segundo o censo norte-americano de 2000, a sua população era de 8705 habitantes. 
Em 2006, foi estimada uma população de 8990, um aumento de 285 (3.3%).

## Geografia
De acordo com o United States Census Bureau, a localidade tem uma área de 21,3 km², dos quais 20,9 km² cobertos por terra e 0,4 km² cobertos por água. Belmont localiza-se a aproximadamente 225 m acima do nível do mar.

## Localidades na vizinhança
O diagrama seguinte representa as localidades num raio de 12 km ao redor de Belmont. 